# Algemeen graf
Een algemeen graf is in Nederland een graf waarin meerdere mensen begraven worden. Dit geschiedt op volgorde van binnenkomst op de begraafplaats. 
Een veld met algemene graven is te herkennen aan de meerdere kleine stenen die een graf bedekken. De graven mogen na tien jaar zonder kennisgeving worden geruimd en verlenging is niet mogelijk. In de praktijk wordt een grafveld met zulke graven meestal pas geruimd als er ruimtegebrek dreigt op de begraafplaats. Na de verplichte minimaal tien jaar grafrust kunnen de stoffelijke resten alsnog bijgezet worden in een eigen graf of worden gecremeerd.
Ook in huur- en koopgraven kunnen meerdere mensen begraven worden. Het gaat dan gewoonlijk om een familiegraf.